# 連福安
連福安（Heah Hock Aun，1932年1月15日—），是前馬來西亞男子羽球運動員，出生於英屬馬來亞檳城。
連福安以準確度和手感而聞名，活躍於1950年代的國際賽場。他在歐洲比賽時，使用強尼·希（Johnny Heah）名號。1952年，他贏得了蘇格蘭羽球公開賽男子單打冠軍。1953年，他在著名的全英羽球錦標賽獲得男子單打亞軍，僅輸給莊友明。他最傑出的成就是在1957年與美國的喬·阿爾斯通一起贏得了全英男子雙打冠軍，兩人在決賽中擊敗莊友明和他的哥哥莊友良。連福安曾代表馬來亞參加1958年湯姆斯盃（男子國際團體賽）的挑戰圈，在輸給印尼的比賽中他出賽兩場雙打。